# 阿勒頗香皂

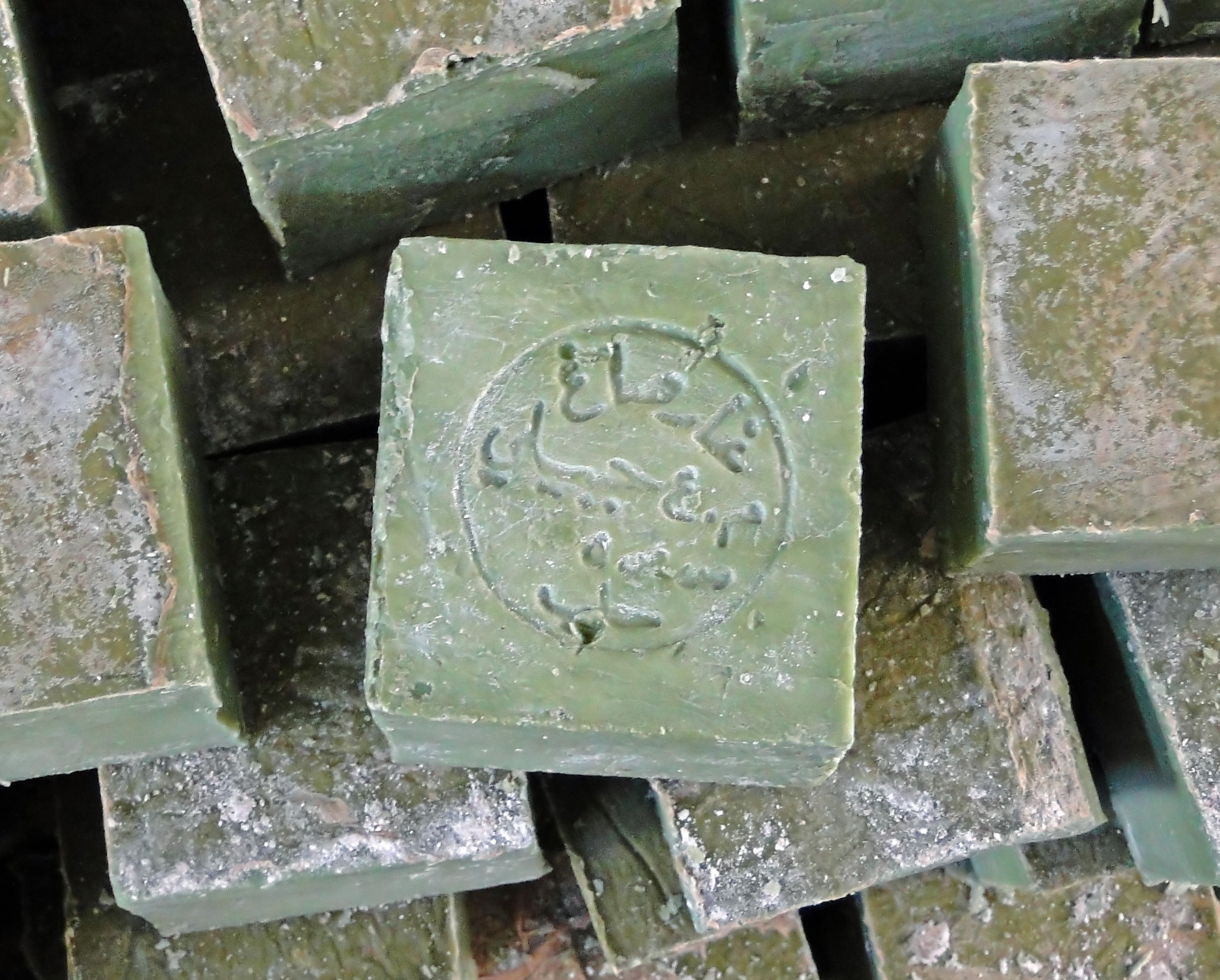
阿勒颇香皂

阿勒頗香皂是一种用橄榄油和碱液制成的手工肥皂，並且含有月桂油。阿勒頗香皂的具體来源不明。歷史上埃及女王克娄巴特拉七世和羅馬帝國分離出的割據政權帕米拉帝國女皇芝诺比娅均使用过它。人们普遍认为，肥皂的制作工艺源自黎凡特地区，而阿勒颇就是黎凡特的一个重要城市。